# Мацёха, Михаил Маркович
Михаил Маркович Мацёха (укр. Михайло Маркович Мацьоха; род. 22 декабря 1942) — советский и украинский тренер по тяжёлой атлетике. Заслуженный работник физической культуры и спорта Украины, заслуженный тренер СССР (1992), заслуженный тренер Украинской ССР (1991), почетный гражданин города Хмельницкого. Сын, Игорь Мацёха (род. 1969) — мастер спорта СССР, заслуженный тренер Украины.

## Биография
Родился 22 декабря 1942 года в селе Терешевцы Хмельницкого района Хмельницкой области. В 1965 году стал мастером спорта СССР. С 1971 года работает в Хмельницкой ДЮСШ № 2 «Авангард».
В 1977 году окончил Киевский институт физической культуры и спорта.
Тренер-преподаватель по тяжелой атлетике высшей квалификационной категории, председатель федерации тяжелой атлетики Хмельницкой области.
В течение 1988—1999 годов и с 2009 года исполняет обязанности старшего тренера национальной сборной команды Украины по тяжелой атлетике. С марта 2015 года — главный тренер национальной сборной по тяжелой атлетике.
Среди воспитанников — чемпион Олимпийских игр 1996 года Денис Готфрид, Тимур Таймазов, Алексей Торохтий, Дмитрий Чумак.
С 2008 года является главным тренером по тяжелой атлетике спортивного клуба «Эпицентр», в котором занимались такие спортсмены как Артём Иванов, Игорь Шимечко, Юрий Чикида.
Награждён рядом государственных наград. В 2006 году становился «Человеком года». В 2012 году получил медаль Хмельницкого областного Совета «За заслуги перед Хмельнитчиной» и юбилейную медаль Президента Украины «20 лет независимости Украины», а также орден «За заслуги» ІІІ степени.